# 约翰内斯·乌尔施普龙
约翰内斯·乌尔施普龙（德語：Johannes Ursprung，1991年2月3日—），德国男子赛艇运动员。他曾代表德国参加荷兰鹿特丹举办的2016年世界赛艇锦标赛，获得男子轻量级四人双桨金牌。